# Fidene
Fidene è la zona urbanistica 4D del Municipio Roma III di Roma Capitale. Si estende sulla zona Z. II Castel Giubileo.

## Geografia fisica

### Territorio
Si trova nel quadrante nord della città, internamente al Grande Raccordo Anulare.
La zona urbanistica confina:
- a est con la zona urbanistica 4E Serpentara
- a ovest con la zona urbanistica 4L Aeroporto dell'Urbe

## Storia
Fidene occupa il sito dell'antica città di Fidenae, nota per la fertilità del territorio, dovuta anche alla vicinanza con il Tevere. Per molto tempo fu il primo centro latino oltre il confine settentrionale del territorio romano e spesso fu sottoposta all'influenza dell'etrusca Veio. Probabilmente finì definitivamente nell'orbita romana con la caduta della città etrusca e alcuni autori antichi raccontano che a quei tempi era quasi del tutto deserta. Assunse poi, e conservò a lungo, la funzione di centro amministrativo del territorio, come Municipium romano.

## Monumenti e luoghi d'interesse

### Architetture religiose
- Chiesa di Santa Felicita e figli martiri, su via Don Giustino Maria Russolillo. 41.971311°N 12.51722°E

Parrocchia eretta il 16 luglio 1958 con il decreto del cardinale vicario Clemente Micara "Sanctissimus dominus".

### Siti archeologici
- Casa protostorica di Fidene, su via Quarrata. Casa del IX secolo a.C.

Trattasi della ricostruzione di una casa risalente al IX secolo a.C. rinvenuta nei pressi di un centro commerciale.

### Altro
- Statua di don Giustino Maria Russolillo, al centro di piazza dei Vocazionisti.

## Infrastrutture e trasporti
|  | È raggiungibile dalla stazione di Fidene. |